# Gustave-Léon Schlumberger
Gustave-Léon Schlumberger (Guebwiller, Alsàcia, 17 d'octubre del 1844 – París, 9 de maig del 1929) fou un historiador, bizantinista i numismàtic francès especialitzat en la història de les Croades i l'Imperi Romà d'Orient.
El seu llibre Numismatique de l'Orient latin (1878–1882) encara es considera l'obra de referència sobre les monedes de les Croades.

## Biografia
Nascut a Alsàcia, a partir del 1863 estudià medicina a París.
Després de participar en la guerra francoprussiana com a infermer, tornà a París el 1871, quan la seva província natal havia estat annexada pels alemanys, i el 1872 es doctorà amb una tesi sobre les vies respiratòries. Seguidament viatjà molt pel nord d'Àfrica, Síria, Anatòlia, Espanya, Portugal, Suïssa, Itàlia i Alemanya abans d'orientar la seva recerca sobre la història dels estats croats i l'Imperi Romà d'Orient.
El 1884 fou elegit membre de l'Acadèmia de les inscripcions i llengües antigues, i president de la Societat d'antiquaris de França. Deixà aproximadament 200 obres i articles sobre temes de la història política i la numismàtica. El 1903 rebé la medalla de la Royal Numismatic Society.
Era amic d'Edith Wharton, que el descrigué com a semblant a un «descendent d'un dels gals de l'arc de Titus».
Mantingué correspondència habitual amb l'escriptora grega Pinelopi Delta, que influí en diverses de les seves novel·les històriques sobre l'època romana d'Orient.
Profundament conservador, donà suport de manera activa al moviment anti-Dreyfus; així, amb Edgar Degas, Jean-Louis Forain i Jules Lemaître, tancà de cop la porta del saló de Geneviève Straus quan el seu amic Joseph Reinach defensà la innocència de Dreyfus.
En les seves memòries descrigué el seu vell amic Charles Haas com «l'encantador Charles Haas, l'home de món més simpàtic i més brillant, el millor dels amics, no tenia res de jueu en ell a part dels seus orígens i, que jo sàpiga, no tenia cap dels defectes de la seva raça, cosa que en fa una excepció gairebé única».
El 1908, Marcel Proust, que no l'apreciava, el descrigué com un «paquiderm sense il·lusió» després del seu fracàs a l'Acadèmia Francesa.
En les seves memòries, Schlumberger, que és esmentat de passada en A la recerca del temps perdut, descrigué el novel·lista com a «estrany» i les seves novel·les com a «admirades per alguns i totalment incomprensibles per als altres, incloent-hi jo mateix».
L'Acadèmia de les inscripcions i llengües antigues creà el premi Gustave Schlumberger en nom seu.

## Selecció bibliogràfica
Gustave Schlumberger escrigué en una època de profunds canvis en els estudis romans d'Orient. Aquesta disciplina encara restaria un cert temps marcada per la visió despectiva sorgida de la Il·lustració, que veia l'Imperi Romà d'Orient com un model decadent de despotisme que s'havia de combatre. A la segona meitat del segle xix, aquesta percepció evolucionà a uns estudis romans d'Orient cada vegada més científics, en particular a França.
Schlumberger, juntament amb altres historiadors com Charles Diehl, s'inscriu en aquesta tendència, presenta també en les arts amb la reeixida obra Théodora, de Victorien Sardou, cosa que indica la popularitat del món romà d'Orient en aquell temps. Schlumberger s'interessà per tots els aspectes del món romà d'Orient.
Amb l'obra Sigillographie de l'Empire byzantin, publicada el 1884, fundà la sigil·lografia romana d'Orient, però també treballà en la numismàtica i l'arqueologia. Com a historiador de les Croades, examinà les relacions entre aquest moviment i l'Imperi Romà d'Orient. Els tres volums de L'épopée byzantine, que descriu l'era d'expansió de l'Imperi sota Nicèfor II Focas, Joan I Tsimiscés i Basili II Bulgaròcton, tingueren una rebuda positiva.
- 1878-1882: Numismatique de l'Orient Latin, París.[13]
- 1884: Les îles des Princes, Calmann Lévy, París.
- 1890: Un empereur byzantin au dixième siècle : Nicéphore Phocas, París.
- 1896-1905: L'Épopée byzantine à la fin du dixième siècle, Hachette, París, 3 volums.
- 1898: Renaud de Châtillon, prince d'Antioche, seigneur de la terre d'Outre-Jourdain, Plon, París.
- 1906: Campagnes du roi Amaury Ier de Jérusalem en Égypte, au XXIe siècle.
- 1914. Le siège, la prise et le sac de Constantinople par les Turcs en 1453.[14]
- 1914: Prise de Saint-Jean-d'Acre, en l'an 1291, París, Plon, 1914.
- 1922-1923: Récits de Byzance et des Croisades, París, Plon.
- 1927: Byzance et les croisades, París, Lib. Paul Geuthner.
- 1934: Mes Souvenirs 1844-1928, París, Plon (pòstum).
- 1962: Lettres de deux amis, Institut Francès, Atenes (correspondència).